# تشارلز ديلانو
تشارلز ديلانو هو محامي وسياسي أمريكي، ولد في 24 يونيو 1820 في نيو براينتري في الولايات المتحدة، وتوفي في 23 يناير 1883 في نورثهامبتون في الولايات المتحدة. نشط حزبياً في الحزب الجمهوري. وقد انتخب عضو مجلس النواب الأمريكي ‏.